# جون هاننج سبيك
كان جون هانينغ سبيك (بالإنجليزية: John Hanning Speke)‏ (4 مايو 1827 – 15 سبتمبر 1864) مستكشفًا إنجليزيًا وضابطًا في الجيش البريطاني الهندي، قام بثلاث بعثات استكشافية إلى أفريقيا. يُعد البحث عن منبع نهر النيل من أكثر المواضيع المرتبطة به وكان أول أوروبي يصل إلى بحيرة فيكتوريا. يُعرف أيضًا بنشر الفرضية الحامية عام 1863، التي افترض من خلالها أن إثنية التوتسي هي سلالة منحدرة من الشخصية الإنجيلية حام، وتملك بشرة أفتح وصفات حامية أكثر من الهوتو البانتويون الذين حكموهم.

## البحث عن منبع نهر النيل 1856 – 1859
في عام 1856، ذهب سبيك وبرتون إلى شرق أفريقيا لإيجاد البحيرات العظمى، التي قيل أنها موجودة في وسط القارة. كان من المأمول أن تحدد هذه البعثة مكان منبع النيل. كانت الرحلة، التي بدأت من جزيرة زنجبار في يونيو 1857، حيث مكثا في مكان إقامة أتكينس هاميرتون، القنصل البريطاني، مضنية بشدة ومرض كلاهما بسبب مجموعة متنوعة من الأمراض المدارية حالما ذهبا نحو الداخل. بحلول 7 نوفمبر 1857، كانا قد ارتحلا لأكثر من 600 ميل على الأقدام والحمير ووصلا كازيه (تابورا)، حيث استراحا وتعافيا بين تجار العبيد العرب الذين امتلكوا مستوطنة هناك. في كازيه مرض برتون بشدة وأُصيب سبيك بعمى مؤقت مع سفرهم غربًا. بعد رحلة شاقة، وصل الاثنان إلى بلدة أوجيجي في فبراير 1858 وأصبحا أول أوروبيين يصلان إلى بحيرة تنجانيقا (على الرغم من أن سبيك كان شبه أعمى في هذه المرحلة ولم يتمكن من رؤية البحيرة بشكل جيد). قرر الاثنان استكشاف البحيرة لكنها كانت واسعة ولم يتمكنا من الحصول إلا على قوارب صغيرة من المحليين. كان برتون مريضًا جدًا ليقوم بالرحلة وبالتالي عبَرَ سبيك البحيرة ليحاول استئجار قارب أكبر من العرب الذين، قيل لهما، أنهم يملكون قارب كبير ويقطنون على الجانب الغربي من البحيرة. (بحيرة تنجانيقا طولها أكثر من 400 ميل على المحور الشمالي الجنوبي لكن عرضها نحو 30 ميل فقط). خلال هذه الرحلة عانى سبيك، الذي تقطع به السبيل على جزيرة، بشدة حين أصبح أصمًا بشكل مؤقت بعد أن زحفت خنفسة داخل أذنه وحاول إزالتها بسكينة. عاد سبيك لعدم تمكنه من استئجار سفينة من العرب. لم يتمكن الثنائي من استكشاف بحيرة تنجانيقا بشكل جيد وأساءا الفهم في البداية إذ اعتقدا أن نهرًا تدفق من طرفها الشمالي. بعد ذلك بعدة أسابيع أكد سيدي مبارك بومباي من خلال السكان المحليين أن النهر تدفق إلى البحيرة؛ على أي حال، نظرًا لأن أيًا منهم لم ير هذا النهر في الواقع، فقد ظل الأمر مصدر تخمينٍ.

## وصلات خارجية
- جون هاننج سبيك على موقع الموسوعة البريطانية (الإنجليزية)